# جيم شريدر
جيم شريدر (بالإنجليزية: Jim Schrader)‏ هو لاعب كرة قدم أمريكية أمريكي، ولد في 8 يونيو 1932 في ويستون في الولايات المتحدة، وتوفي في 1972.

## وصلات خارجية
- جيم شريدر على موقع مرجع كرة القدم المحترفة.كوم (الإنجليزية)